# Пыряяха (река, впадает в Пырятасиняюто)
Пыряяха (устар. Пырь-Яха) — река в России, протекает по территории Ямало-Ненецкого автономного округа. Впадает в озеро Пырятасиняюто. Длина реки составляет 61 км.

## Данные водного реестра
По данным государственного водного реестра России относится к Нижнеобскому бассейновому округу, водохозяйственный участок реки — Таз, речной подбассейн реки — подбассейн отсутствует. Речной бассейн реки — Таз.
Код объекта в государственном водном реестре — 15050000112115300067608.